# Sungai Arut
Sungai Arut är ett vattendrag i Indonesien.   Det ligger i provinsen Kalimantan Tengah, i den västra delen av landet, 700 km nordost om huvudstaden Jakarta.